# Gianni Rossi
Gianni Rossi (né le 14 octobre 1936 à Venise en Vénétie) est un joueur de football italien, qui évoluait au poste d'attaquant.
Rossi commence sa carrière dans le club de sa ville natale, le Venise Calcio, avant de rejoindre ensuite la Juventus (avec qui il dispute sa première rencontre le 7 octobre 1962 lors d'une victoire en Serie A 3-1 sur Bologne), Bari et enfin Sottomarina.

## Palmarès et statistiques

### Statistiques en championnat
| Saison         | Club           | Championnat | Championnat | Championnat |
| Saison         | Club           | Compétition | Matchs      | Buts        |
| -------------- | -------------- | ----------- | ----------- | ----------- |
| 1961-1962      | Venise         | A           | 30          | 6           |
| 1962-1963      | Juventus       | A           | 5           | 1           |
| 1963-1964      | Bari           | A           | 22          | 2           |
| Total carrière | Total carrière |             | 57          | 9           |

### Palmarès
Juventus
- Championnat d'Italie :
  - Vice-champion : 1962-63.